# 民間宇宙開発
民間宇宙開発（みんかんうちゅうかいはつ）とは、民間の資金で運営される宇宙開発である。

## 概要
そもそも民間宇宙開発とは目新しい概念ではなく、1920年代から1930年代にかけての宇宙開発の黎明期に設立されたドイツの宇宙旅行協会やソビエトの反動推進研究グループ、アメリカのアメリカ惑星協会、イギリスの英国惑星間協会のような初期の宇宙開発団体は民間の資金で運用されていた。
第二次世界大戦後、各国政府が本格的に宇宙開発に取り組み始め、それらの役割は各国の宇宙機関が担当するようになり、OTRAGのような民間企業には政治的な圧力がかかった。1950年代から1980年代までは宇宙開発の主体は政府機関で民間企業は依頼に応じてロケットや人工衛星等のハードウェアを供給していた。そのため市場原理が働きにくく、費用低減の為の技術革新の成果が充分に取り込まれず費用は高止まりだった。1970年代には西ドイツのOTRAGが人工衛星打ち上げ事業に参入しようとしたが、技術的、政治的な理由により中止された。宇宙開発競争が一段落し、民間での衛星の需要が高まることにより、アリアンスペースが民間用衛星の打ち上げで大きな市場占有率を得た。衛星通信や衛星放送のような商業衛星が民間資本によって運用された。冷戦終結後、緊張緩和や技術革新により規制が緩和され、オービタル・サイエンシズやスペースX、ブルーオリジンのような宇宙開発に参入するベンチャー企業が増えた。